# 南平公主 (東晉)
南平公主（?—?），中国東晋成帝司马衍之女。
寻阳公主嫁给刘胤之子刘赤松。刘赤松嗣其父之位，尚南平长公主，位至黄门郎、义兴郡太守。

## 传记资料
- 《晉書·卷八十一列传第五十一 刘胤传》

## 家庭成员
- 父亲，司马衍，晋成帝。
- 丈夫，刘赤松，刘胤之子。
- 兄弟，司马丕，晋哀帝；司马奕，晋废帝。
- 姐妹，寻阳公主，嫁王祎之。